# St. Ursula (Freiburg im Breisgau)
St. Ursula ist eine alt-katholische Kirche im Bezirk Altstadt-Mitte von Freiburg im Breisgau. Sie entstand als Kirche des Freiburger Ursulinenklosters, eines Konvents der Gesellschaft der heiligen Ursula von Anne de Xainctonge. Ursprünglich war sie „Dem Heiligsten Herzen Jesu und der heiligen Jungfrau Maria vom Schnee“ geweiht. Dies Patrozinium wurde nie allgemeiner Sprachgebrauch, prägte aber die Ikonographie des Hochaltars. Nach der Tracht der Schwestern wird der Klosterkomplex auch als „Schwarzes Kloster“ bezeichnet, im Gegensatz zum „Weißen Kloster“ der Dominikanerinnen, dem Kloster Adelhausen.

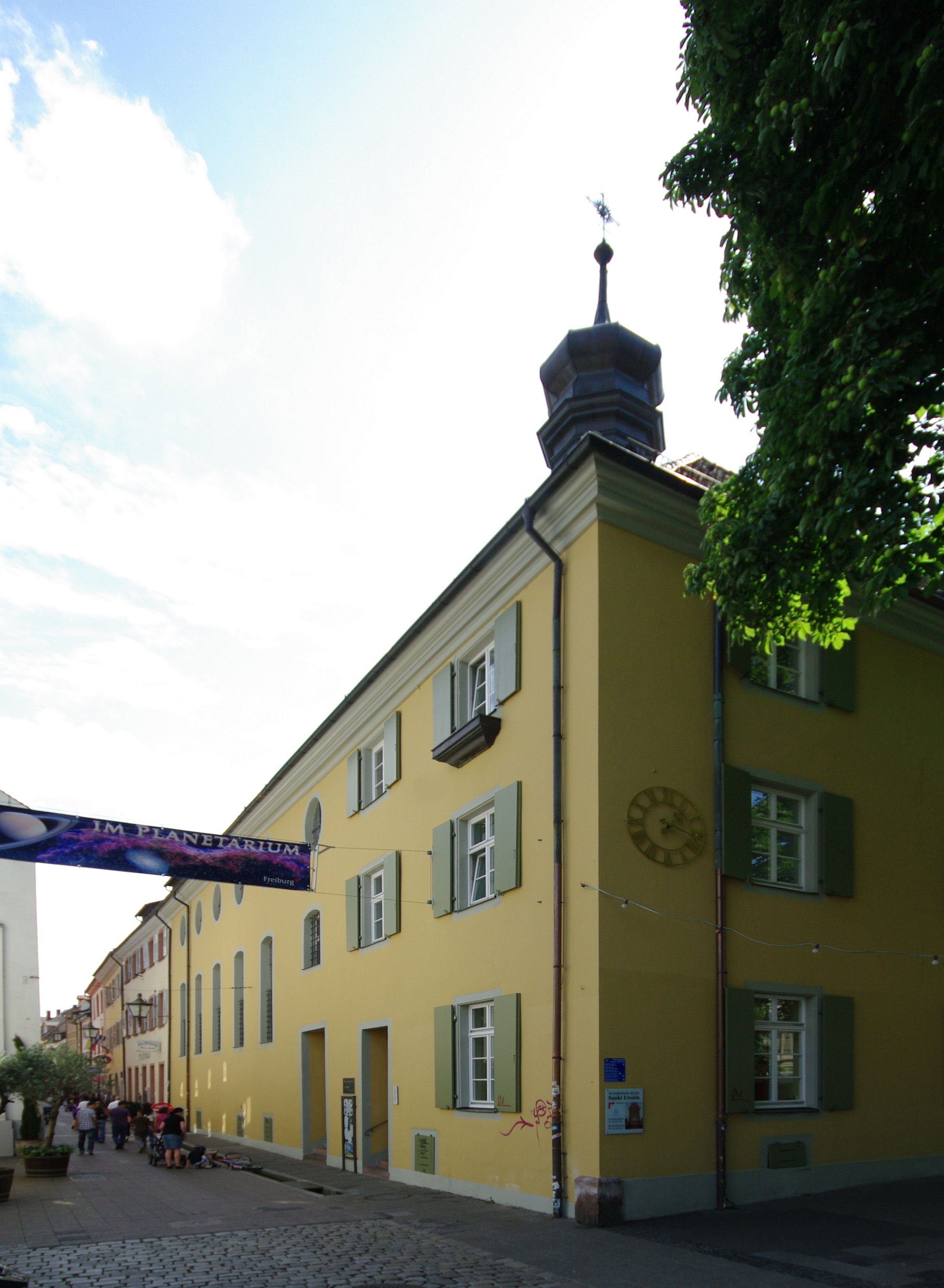
Fassade zur Rathausgasse

## Klostergeschichte
Wie der Orden der Ursulinen, der 1535 von Angela Merici in Brescia gegründet worden war, widmete sich die 1606 von Anne de Xainctonge in Dole gegründete Gesellschaft der heiligen Ursula von Anne de Xainctonge vor allem der Erziehung der weiblichen Jugend. 1696 gelang dem Kloster der Gesellschaft in Luzern nach längeren Bemühungen die Einrichtung eines Tochterklosters in Freiburg im Breisgau. Von 1706 bis 1715 und noch einmal von 1724 bis 1734 war Euphemia Dorer (1667–1752) aus dem schweizerischen Baden Oberin. Unter ihr löste sich der Freiburger Konvent 1709 vom Luzerner Mutterhaus, und unter ihr wurden – nach provisorischen Niederlassungen – an der Ecke zwischen der Egelgasse (heute Rathausgasse) und dem Stadtgraben (heute Rotteckring) Kloster und Kirche gebaut.

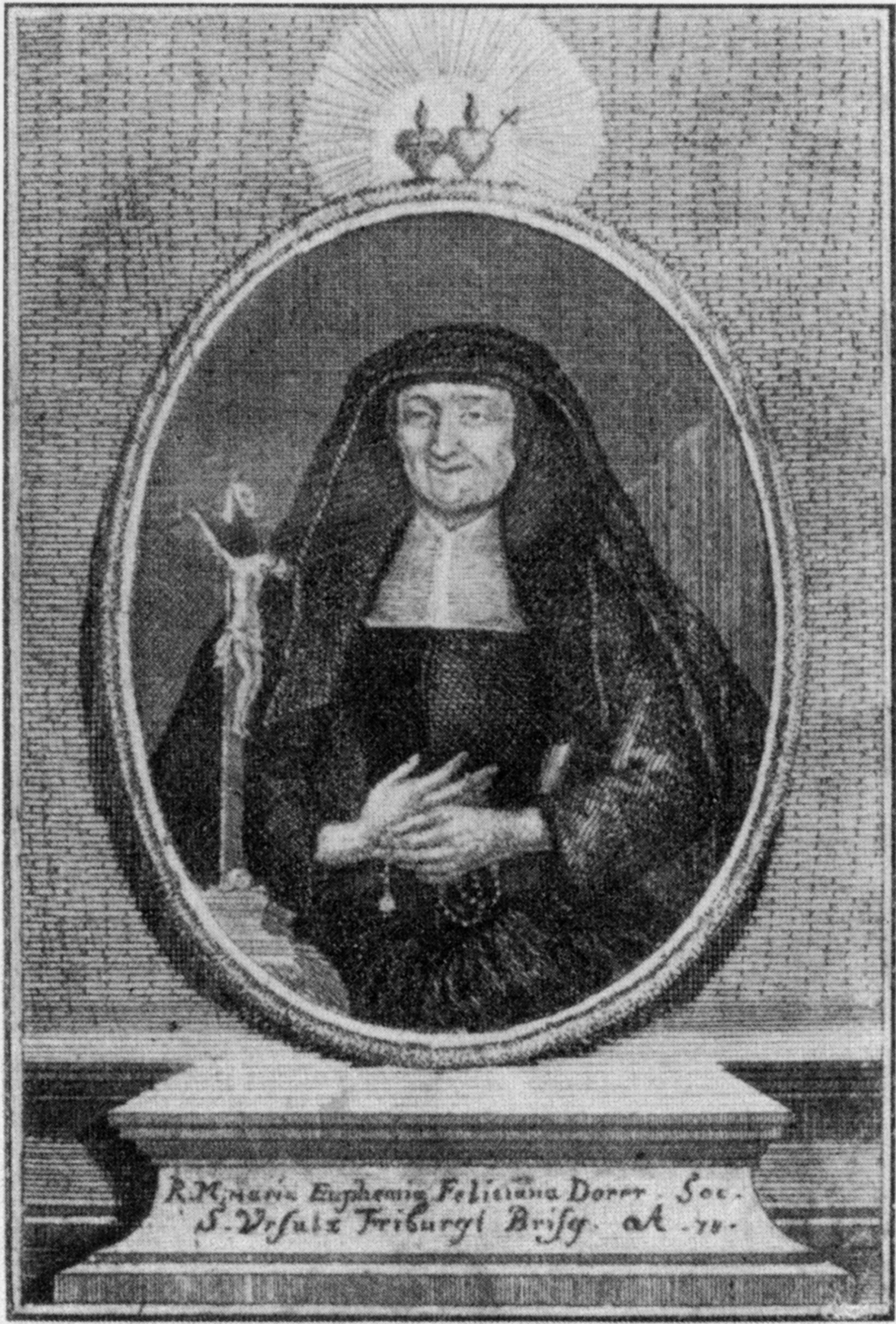
Euphemia Dorer (1667–1752)

Kloster und Schule überstanden die Säkularisation. Im Zuge des Badischen Kulturkampfs wurden sie zwar 1877 geschlossen, doch wagte es die Oberin Pia Waßmer († 1898), mit vier Lehrfrauen eine private höhere Töchterschule mit Internat einzurichten, aus der schließlich in der Freiburger Eisenbahnstraße ein neuer Konvent hervorging, der 1922 staatlich und kirchlich anerkannt wurde. 1926 wurde sogar ein zusätzliches Gebäude bezogen, Landsknechtstraße 4.
Die nationalsozialistischen Behörden schlossen und enteigneten die Schulen. Der Bombenangriff am 27. November 1944 zerstörte das Gebäude an der Eisenbahnstraße, nicht aber den alten Klosterkomplex. Nach dem Krieg wurde der Besitz restituiert und das Gebäude an der Eisenbahnstraße bis 1968 neu errichtet. Im St.-Ursula-Gymnasium Freiburg im Breisgau und den St. Ursula-Schulen Freiburg, die heute der Schulstiftung der Erzdiözese Freiburg unterstehen, lebt die pädagogische Tätigkeit der Schwestern der Gesellschaft der heiligen Ursula von Anne de Xainctonge in Freiburg fort.
Die ehemalige Klosterkirche wurde 1877 zunächst der Pfarrei St. Martin, dann der alt-katholischen Gemeinde zur Verfügung gestellt, die dort am 3. Juni 1894 ihren ersten Gottesdienst feierte. Die übrigen Räume des „Schwarzen Klosters“ dienen heute (2013) der Volkshochschule Freiburg. In der Landsknechtstraße 4 besteht eine  kleine Klostergemeinschaft fort.

## Baugeschichte
Die Stadt Freiburg genehmigte das Klosterprojekt unter der Bedingung, die Schwestern dürften „zu ihrem Gebäu keine fremde Handswerks Leut, sondern nur die hiesigen Meister gebruchen“. Architekt war Johann von Heintze († 1747), zugleich Offizier und ab 1716 Professor für Zivil- und Militärbaukunst. Seine Tochter Maria folgte 1752 Euphemia Dorer als Superiorin.
Am 31. April 1708 wurde der Grundstein gelegt, und am 5. August 1710 weihte der Münsterpfarrer die noch provisorisch ausgestattete Kirche „Zum heiligsten Herzen Jesu“. Das Datum hatte Folgen. Der 5. August ist der römisch-katholische Gedenktag an das Maria-Schnee-Wunder, bei dem am 5. August 358 Maria dem Papst Liberius und dem römischen Patrizier Johannes die Errichtung einer Kirche an der Stelle aufgetragen haben soll, an der am nächsten Tag Schnee gefallen sein würde; er ist zugleich Gedenktag an die Konsekration ebendieser Kirche, nämlich der Patriarchalbasilika Santa Maria Maggiore, am 5. August 432. Darum konsekrierte der Konstanzer Weihbischof Ferdinand Geist von Wildegg die Freiburger Kirche am 22. Mai 1716 ad Sanctissimum cor Jesu et ad Beatam Mariam Virginem ad nives – „Dem Heiligsten Herzen Jesu und der heiligen Jungfrau Maria vom Schnee“.
Schäden, die 1713 im Spanischen Erbfolgekrieg entstanden waren, wurden bis 1725 behoben. Den Auftrag für drei neue Altäre und die Kanzel erhielt der Bildhauer Johann Barger (Bargör) in Endingen, also gegen die Abrede ein Nicht-Freiburger. Schon den Antransport der Altäre wollten die Freiburger Schreiner verhindern. Später, 1730, bei der Lieferung der Kanzel, lauerten sie Barger auf und zerschlugen sein Werk – woraufhin sie die Kosten der Zweitanfertigung tragen, Strafe und Schmerzensgeld zahlen mussten.
Am 21. Oktober 1738, dem Gedenktag der heiligen Ursula, wurde ein Schrein mit den Gebeinen eines Katakombenheiligen, des heiligen Felicianus, feierlich in die Kirche überführt. Seit 1941 werden sie im Altartisch der Marienkapelle von St. Martin aufbewahrt.
Noch schwerer als der Spanische Erbfolgekrieg traf das Kloster 1744 der Österreichische Erbfolgekrieg und besonders die anschließende Schleifung der Freiburger Befestigungen. Euphemia Dorer schrieb: „Den 10. sind wir wieder in dem verelendeten Freiburg angekommen, wo wir denn seither neue Todesängste zu ertragen haben, denn das Sprengen geht immerfort. An keinem Ort aber waren die Fortifikationswerke stärker und vielfältiger als gegen unser Haus, und haben wir immer ungemein dabei zu leiden. Vor zwei Tagen sprengte man die Souterrains, die verborgenen Wege unter dem Rempart, die 36 Minen hatten. Gestern wurden die zwei dabei befindlichen Kasematten gesprengt. Da der Rempart nur 10 Schritte von uns entfernt ist, so hat die Gewalt des Pulvers unseren wieder zusammengeflickten Dachstuhl niedergerissen wie ein Kartenhaus. Fenstergestelle, auch Stücke von den noch stehenden Mauern, wurden zusammengeworfen. Jetzt miniert man den großen Pulverturm; wieviel Stücke uns dieser noch übrig läßt, weiß nur Gott. Unter den Offizieren erzählt man, daß auch die alte Stadtmauer, die auf der Rempartseite unseren Garten und unser Haus umfängt, und auf der eines unserer Gewölbe ruht, ohne Erbarmen auf Befehl des Königs gesprengt werden muß. … Das sind gewiß harte Kreuze!“
1888 wurde die Kirche unter Heinrich Hansjakob, dem Pfarrer von St. Martin, renoviert und erhielt vermutlich neue Deckengemälde. Bei einer Restaurierung von 1937 bis 1939 unter dem Leiter des städtischen Hochbauamts Joseph Schlippe wurden diese wieder entfernt. Den Zweiten Weltkrieg überstand das Schwarze Kloster gut. Von 1980 bis 1982 wurde es saniert, wobei auch Kriegsschäden des Jahres 1744 (!) beseitigt wurden. Eine vorsichtige Innenrestaurierung der Kirche erfolgte von 1997 bis 1998. Die Baugeschichte und die heutige Gestalt der Kirche wurde vor allem durch Hermann Brommer erforscht.

## Gebäude

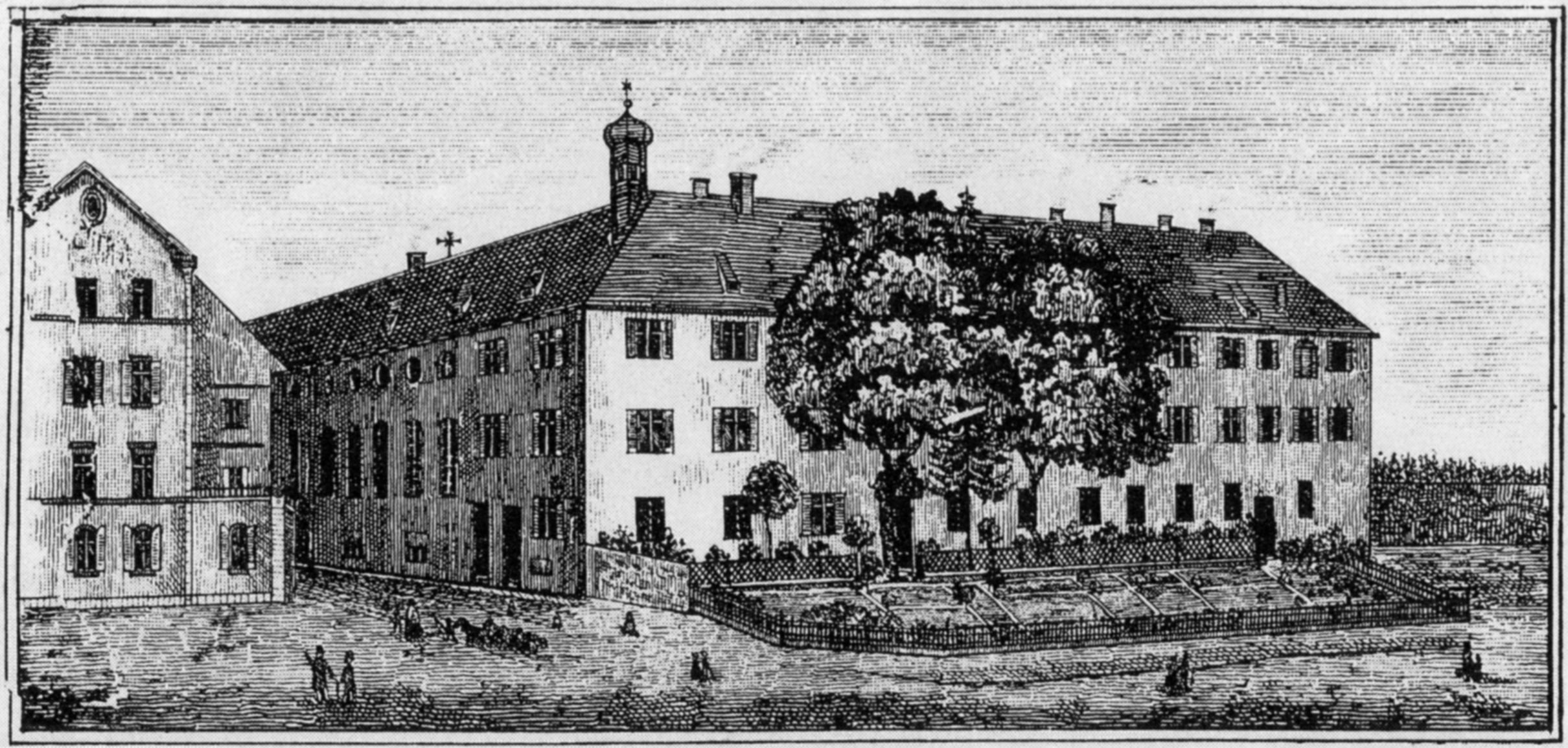
Mitte 19. Jahrhundert; links Wohnhaus von Karl von Rotteck

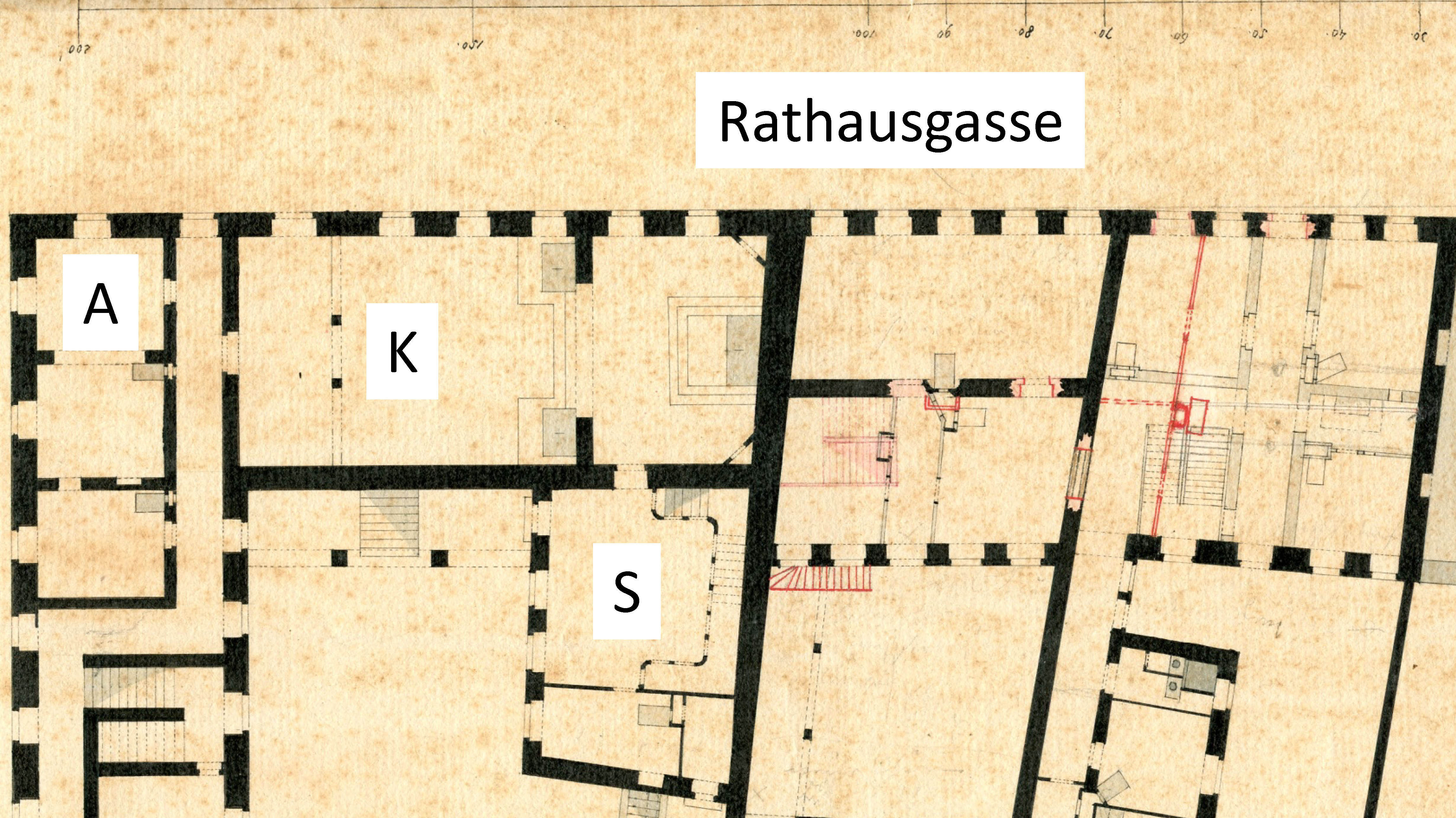
Kirche (K), Sakristei (S) und heutiger Aufenthaltsraum (A) auf Grundriss vor Entfernung der Seitenaltäre

Nahtlos fügt sich die Kirche in den Nordflügel des dreistöckigen Klosterkomplexes ein. Nur ein Dachreiter mit Zwiebelhaube, sechs Fensterachsen zur Rathausgasse, Stichbogenfenster mit ovalen Oberlichtern, und zwei schmucklose Portale an der Rathausgasse, das eine direkt zur Kirche, das andere zum Kloster, weisen auf den Sakralraum hin. Heute betritt man ihn durch die Tür zum Kloster und eine Innentür im Westabschluss. Der Grundriss ist ein Rechteck, linkerhand liegt die nördliche Fensterfront zur Rathausgasse, rechterhand die bis auf zwei Oberlichter fensterlose Südwand gegen die Klosterräume. Die flache Decke geht mit konsolengestützten Abwölbungen in die Wände über. In die Abwölbung schneiden über den Fensterachsen – und symmetrisch auf der fensterlosen Wand – Stichkappen ein, von denen drei den Hochaltar im Osten hinterfangen. Früher trennten zwei heute verschwundene Seitenaltäre und die dazwischengespannte Kommunionbank den Raum um den Hochaltar vom übrigen Saal ab. An der Westwand sind zwei Emporen übereinander angeordnet, die untere, mit holzgeschnitzter Vergitterung, für die Schwestern, die obere für die Orgel. Aus dem Kloster gelangte man durch die westliche Innentür in die Kirche, außerdem separat in die Sakristei, auf die beiden Emporen und auf die Kanzel an der fensterlosen Südwand.

## Ausstattung

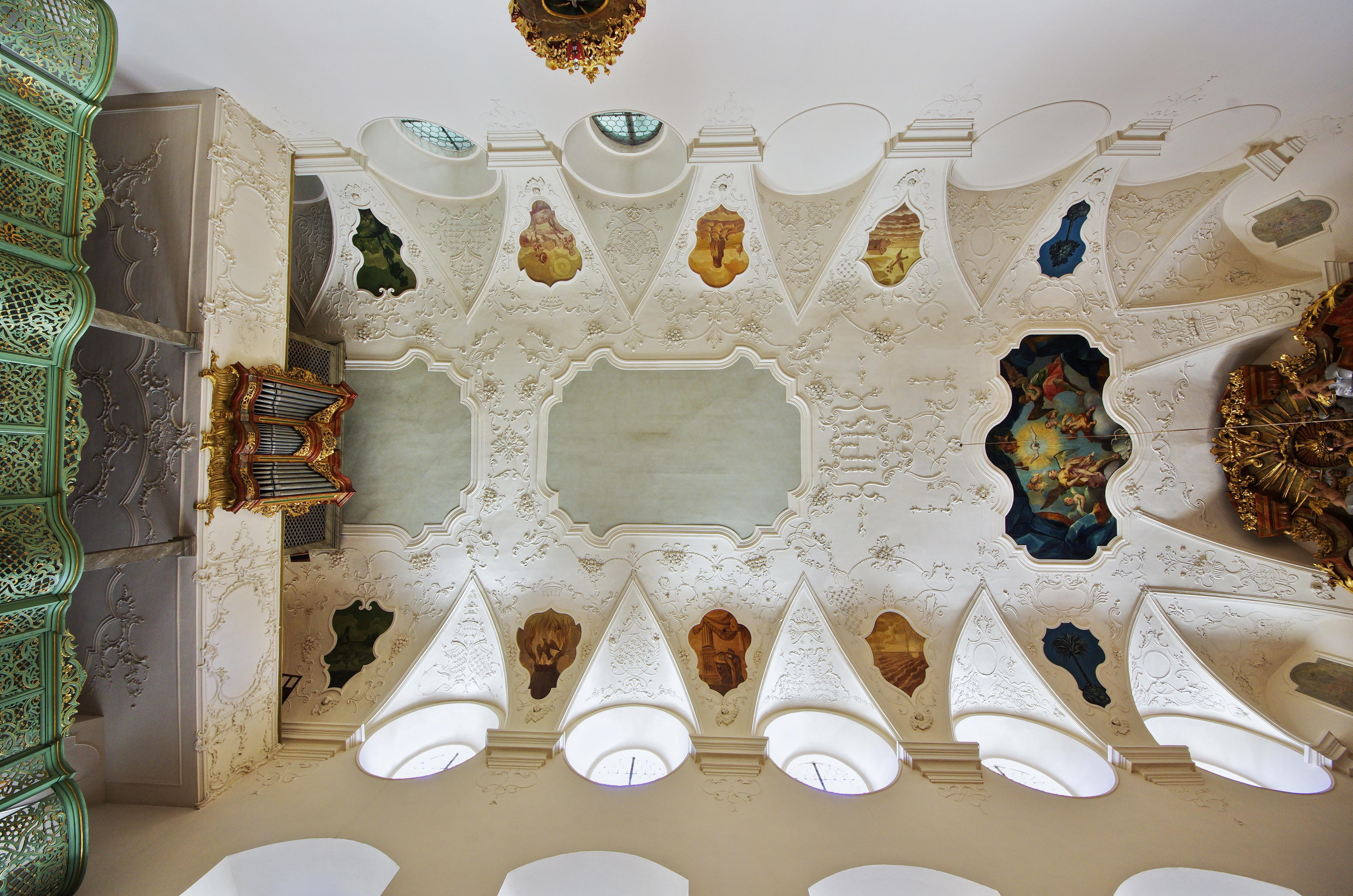
Gesamte Decke der Kirche

### Deckengemälde
Der Deckenspiegel ist „gefüllt mit dem zierlichsten, in Weiss und Gold gehaltenen Rococoornament“ Es rahmt die Flächen für die Deckengemälde sowie die Bildmedaillons zwischen den Stichkappen. Die Stuckdekoration an den Emporen ist jünger. Brommer hat den älteren Stuck, angebracht im Zuge der Wiederherstellung nach den Zerstörungen von 1713, dem Stuckateur Franz Joseph Vogel (1684–1756) aus Wettenhausen im Landkreis Günzburg zugeschrieben, den jüngeren Stuck, angebracht im Zuge der Wiederherstellung nach den Zerstörungen von 1744, dem mit ihm nicht verwandten Franz Anton Vogel aus Wessobrunn.
Von ursprünglich drei großen Deckengemälden ist nur das über dem Hochaltar erhalten, die Taube des Heiligen Geistes in einem Engelsreigen. Zwischen den Stichkappen reihen sich auf jeder Seite fünf kleine monochrome Bildmedaillons mit Glaubenssymbolen. Die Bilder stammen vermutlich von Franz Bernhard Altenburger aus Schwaz in Tirol, der auch für Kloster Adelhausen tätig war. Die Themen der Medaillons entnahmen Altenburger und seine Auftraggeberin Euphemia Dorer vielleicht der 1702 erschienenen Emblem-Enzyklopädie Symbolographia Sive De Arte Symbolica Sermones Septem des Jesuitenpaters Jakob Bosch.

Bildmedaillons der Nordseite von Ost nach West
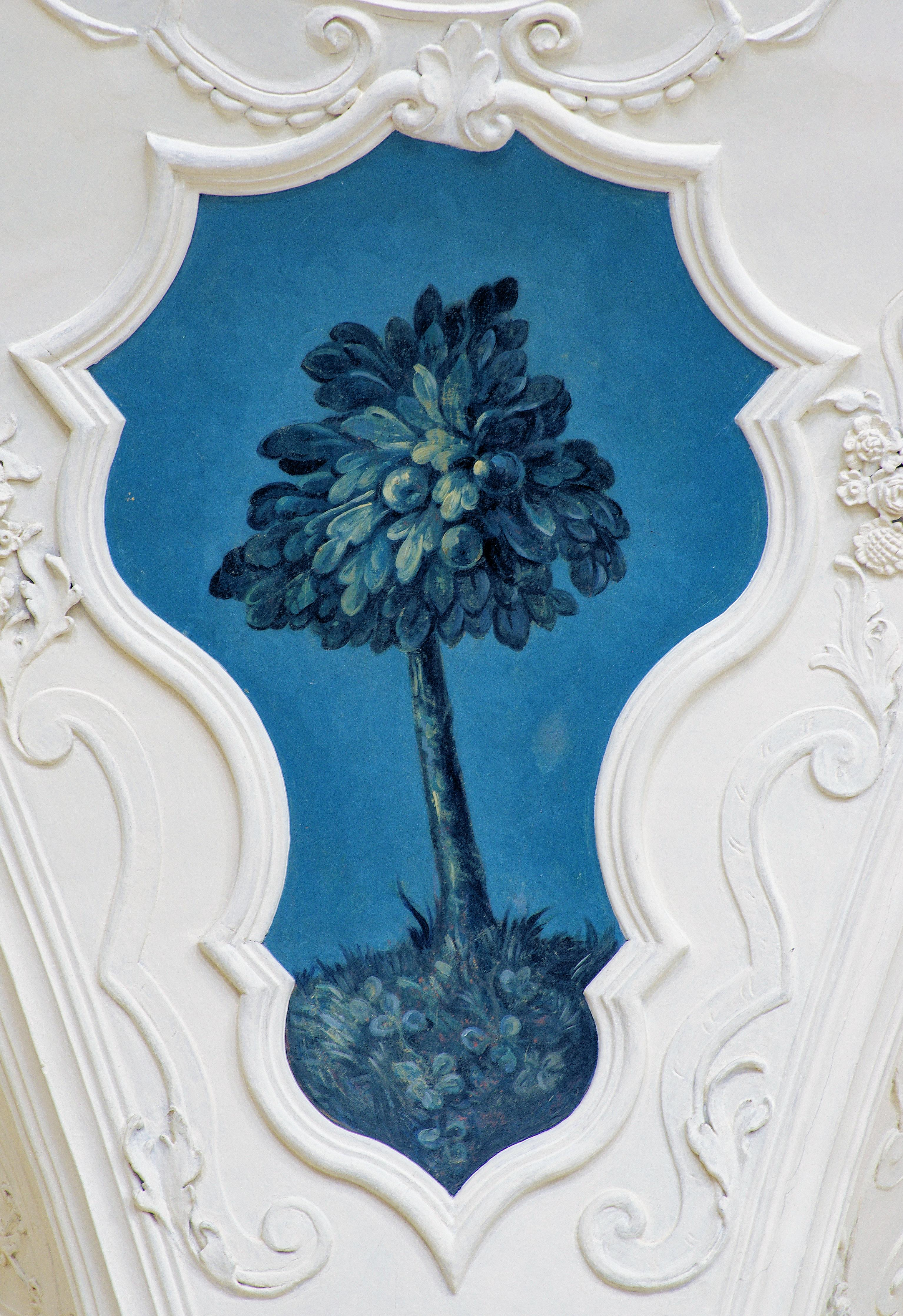
Apfelbaum
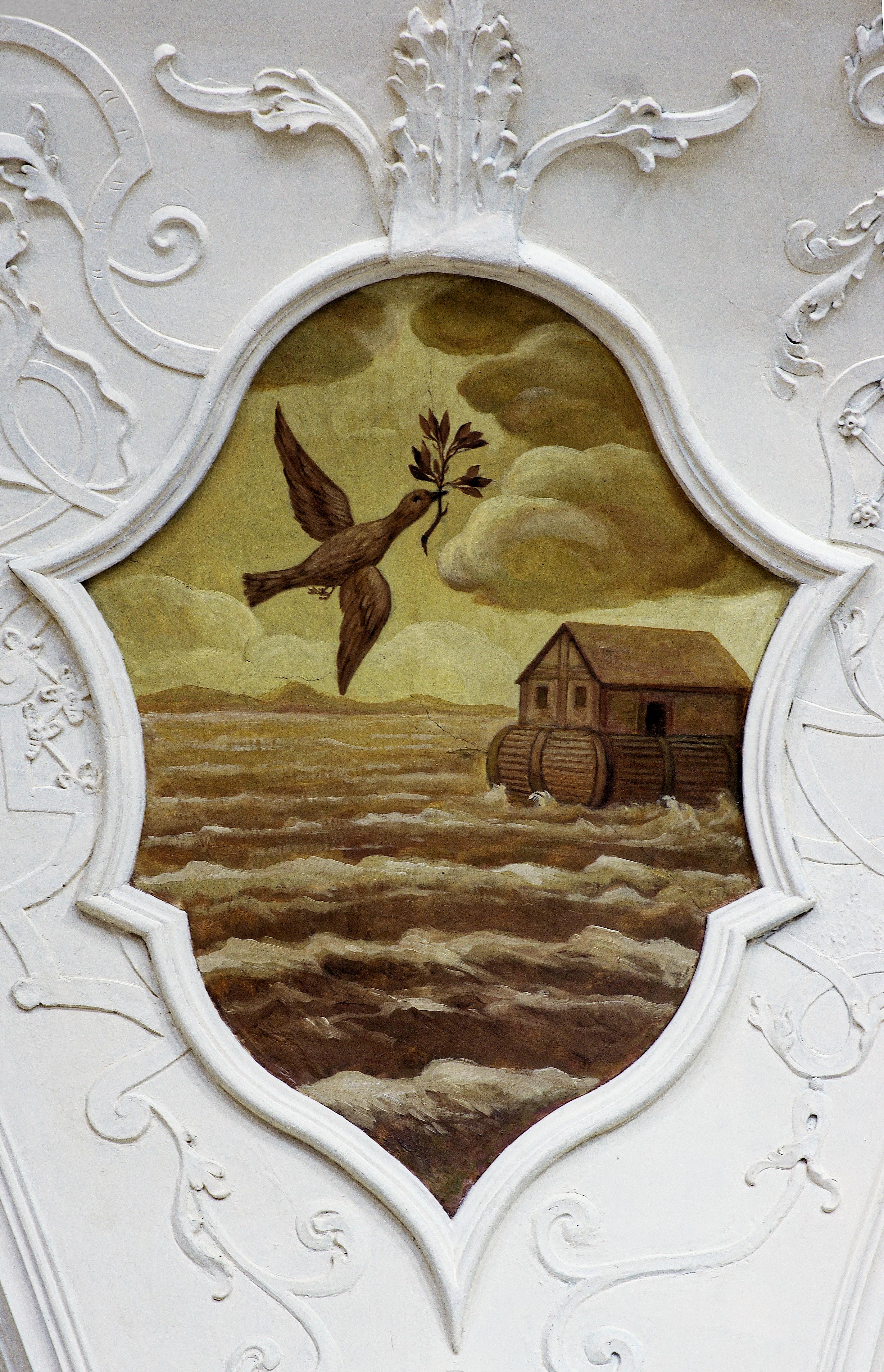
Arche Noah
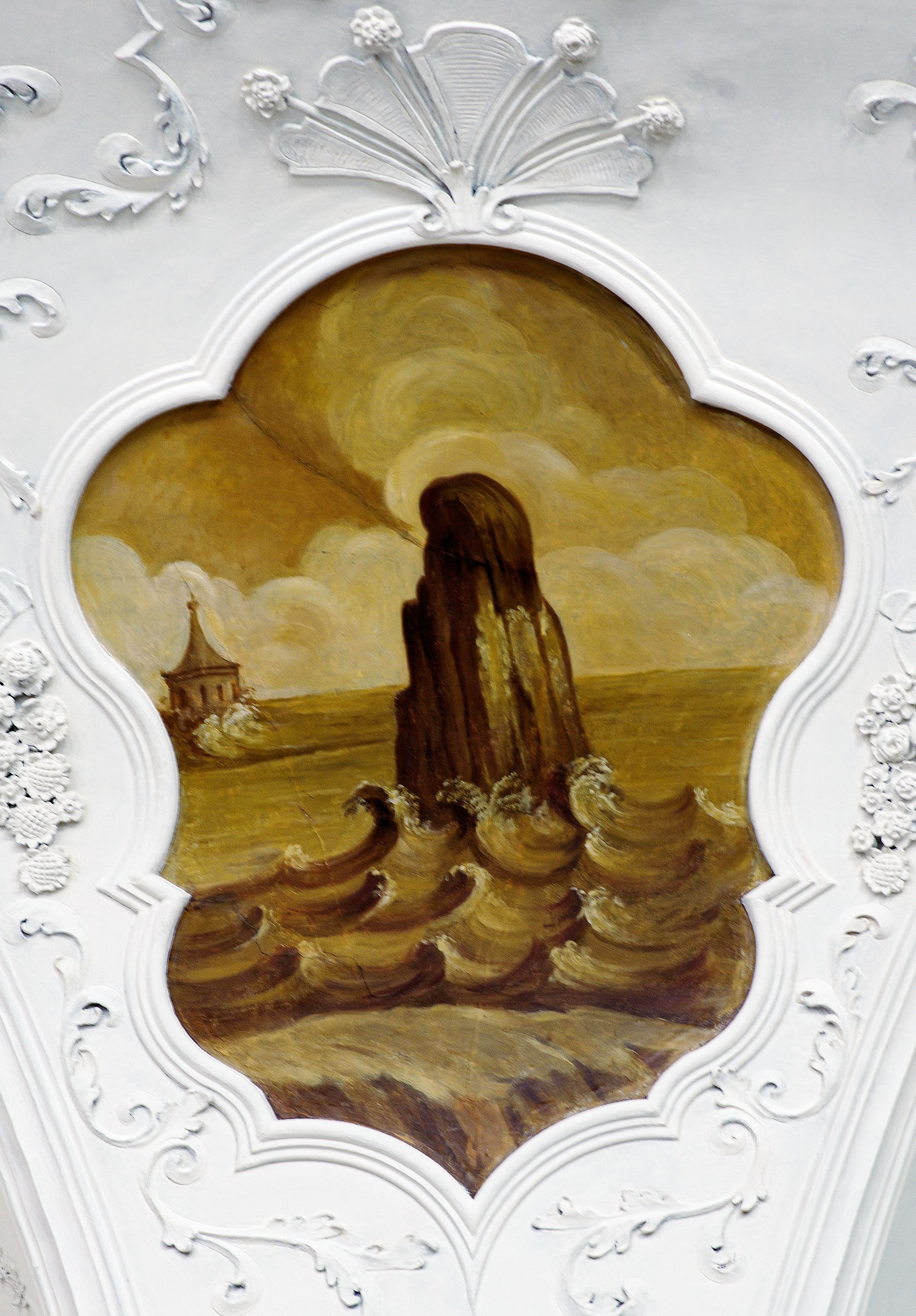
Fels in der Brandung
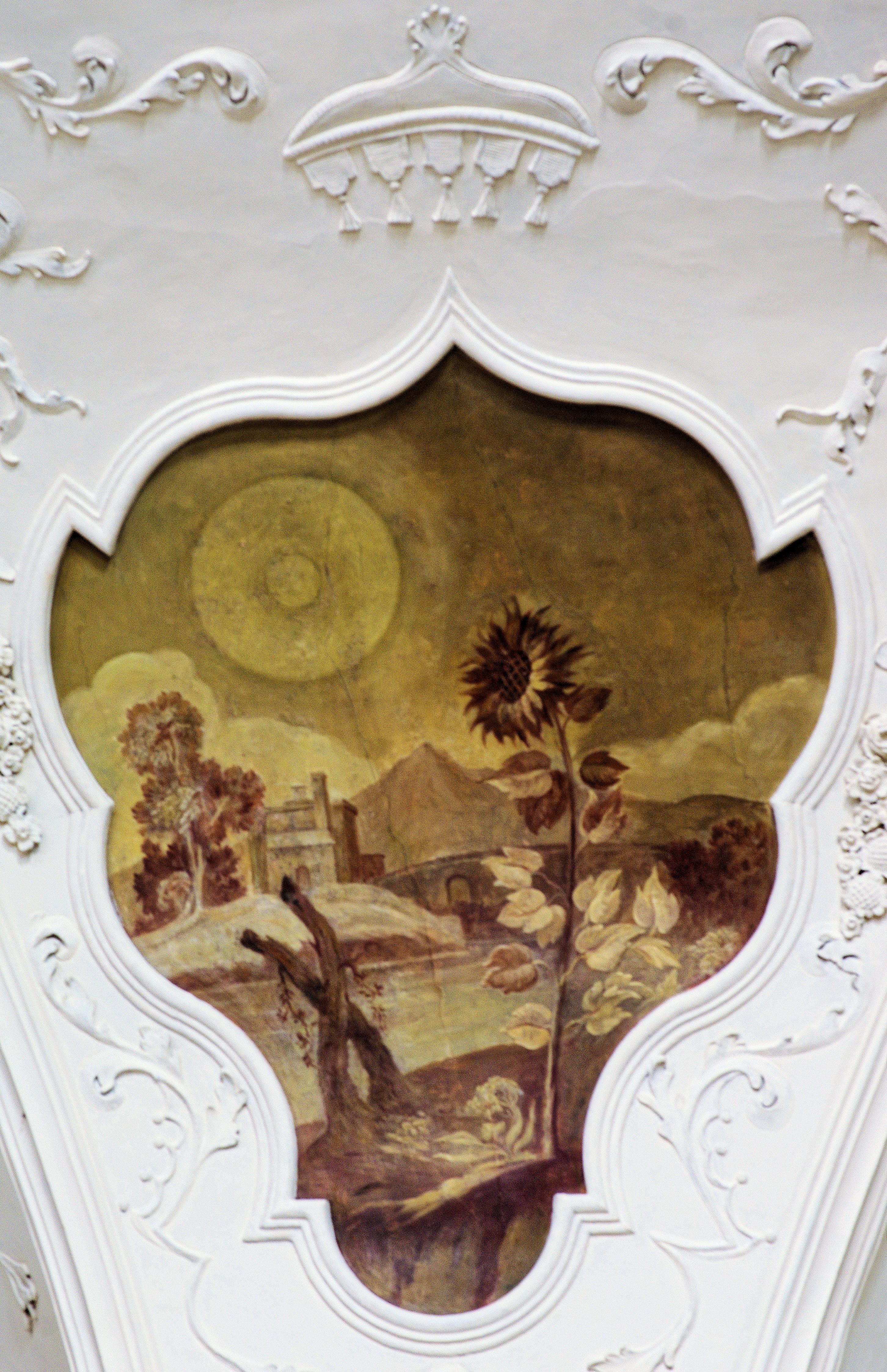
Sonnenblume
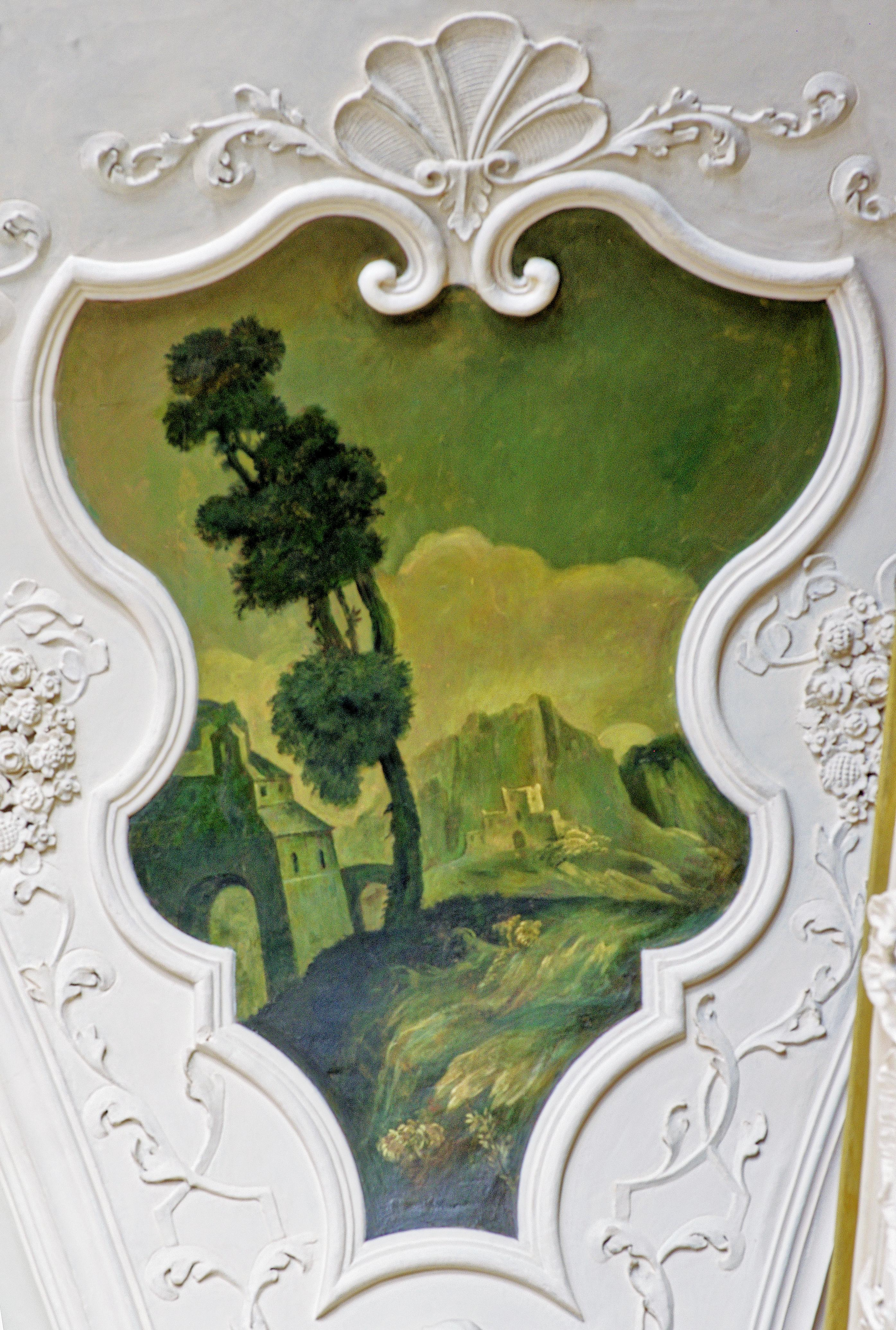
Sturmfester Baum

Der Apfelbaum im nordöstlichen bläulichen Medaillon ist Symbol Christi und seiner Lehre. Die Arche Noah, zu der die Taube einen Ölzweig bringt (Gen 6,14 )-(Gen 8,12 ), spricht von Hoffnung nach der großen Flut. Der Fels steht fest im Tosen der Wellen. Die Sonnenblume vor Fluss und Kirche ist Zeichen des Lebens. Der gebeugte, doch feste Baum im grünlichen Medaillon bedeutet noch einmal auf Beständigkeit.

Bildmedaillons der Südseite von Ost nach West
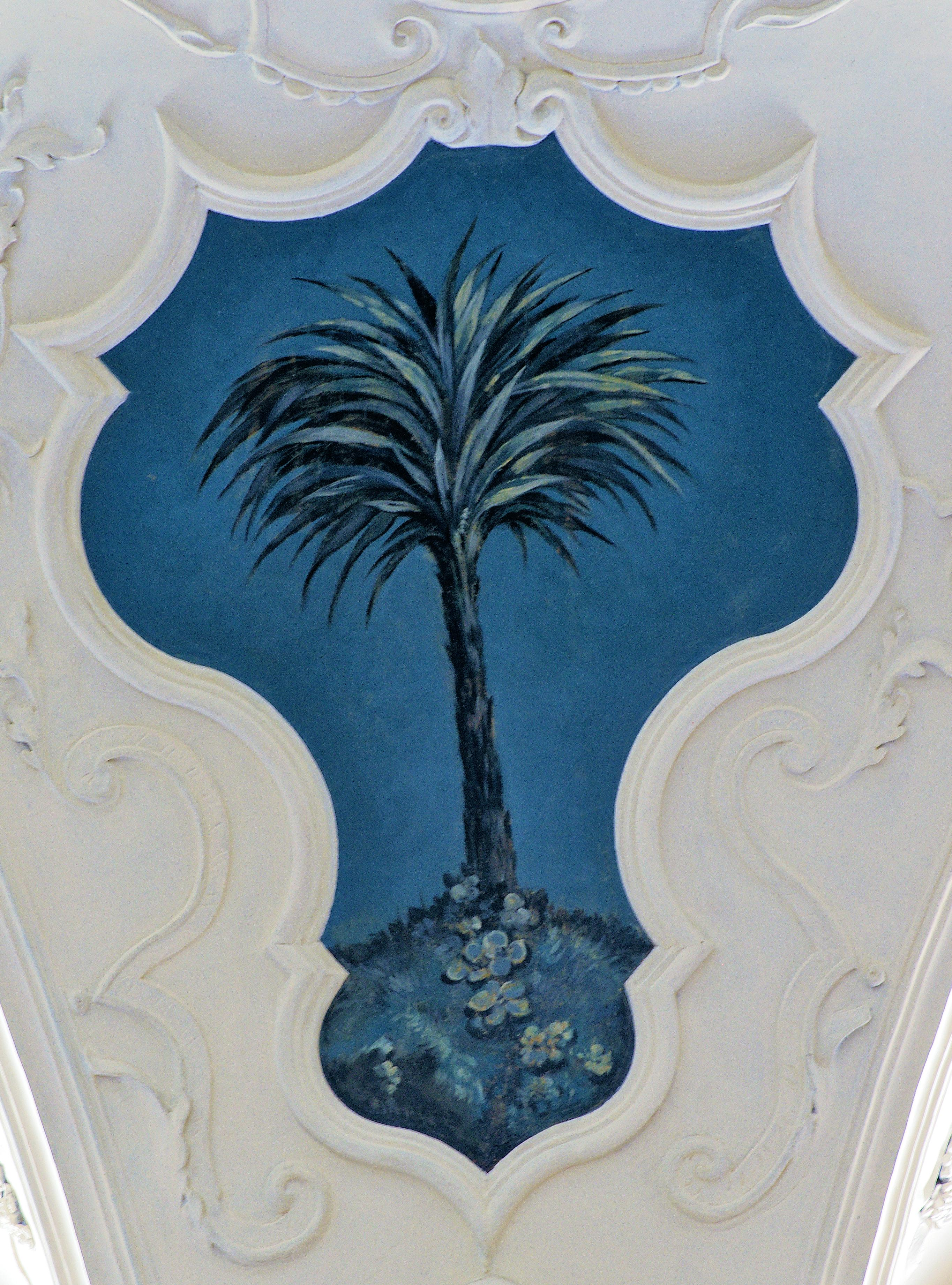
Palme
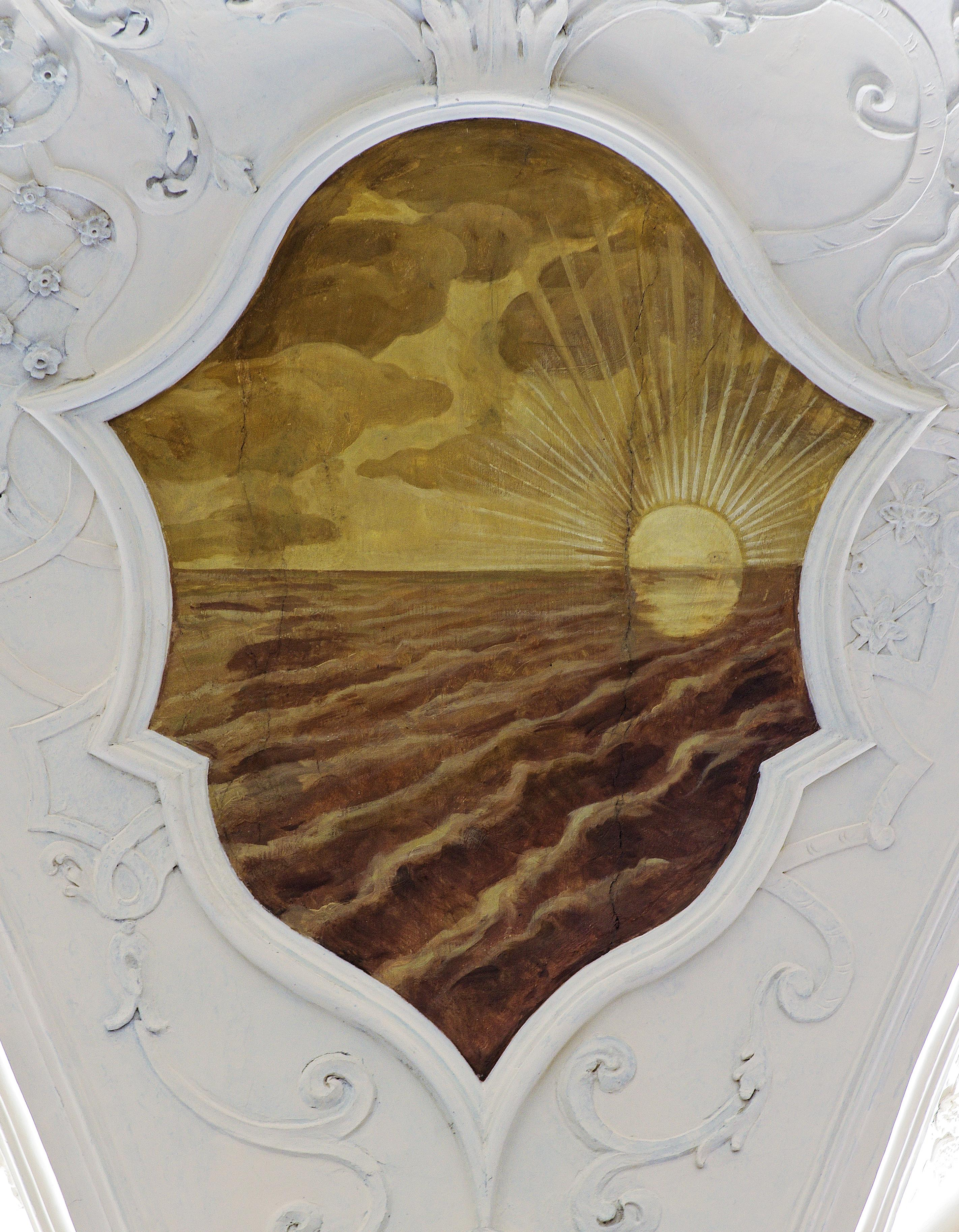
Sonnenaufgang
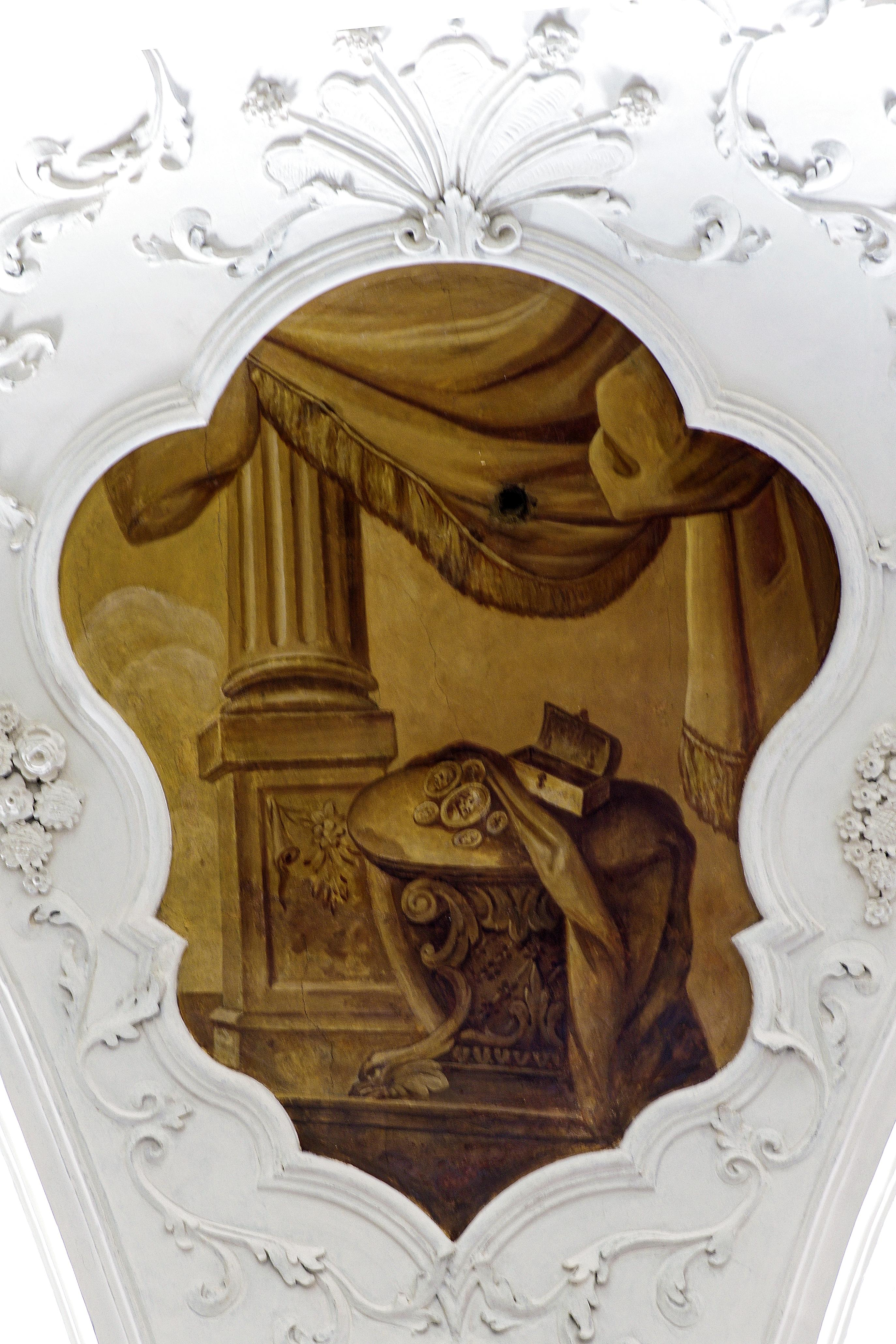
Tisch und Säule
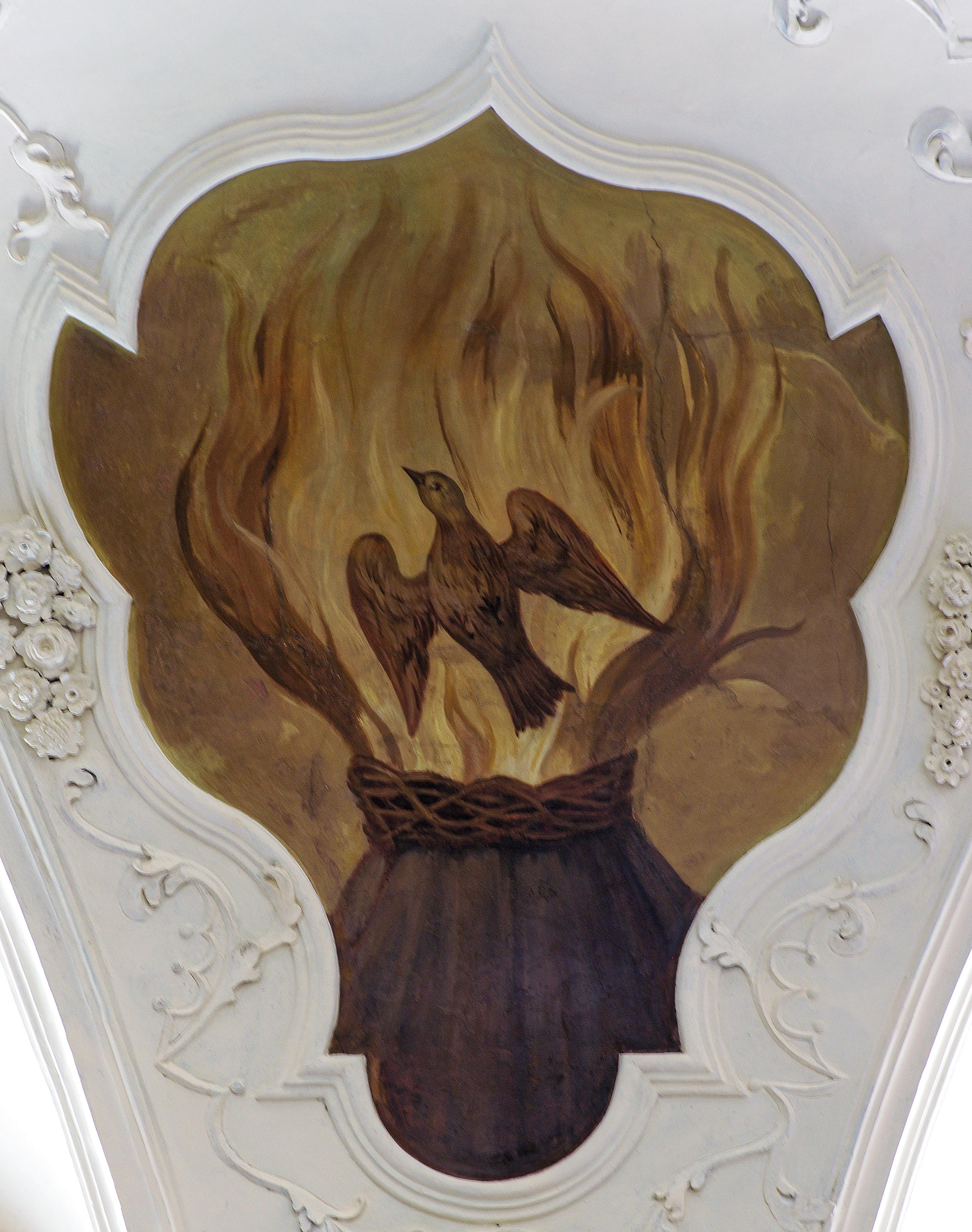
Phönix
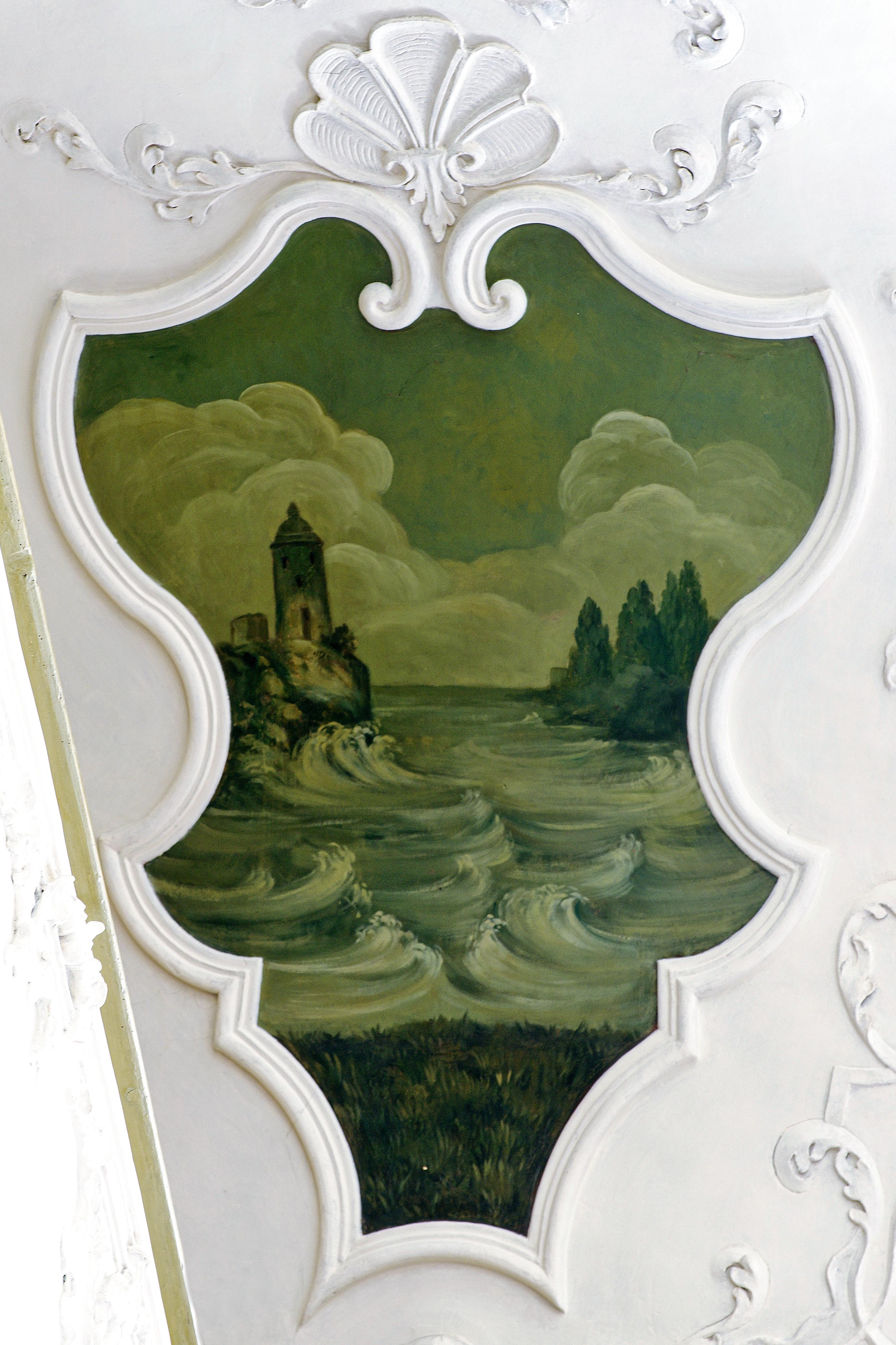
Leuchtturm

Auch die Palme im südöstlichen bläulichen Medaillon ist Symbol Christi. Der Sonnenaufgang über dem Urwasser erinnert an die Erschaffung des Lichts (Gen 1,1-3 ). Der Tisch mit einem Schatzkästchen vor einer Säule und einem Vorhang mag an einen religiösen Ritus erinnern. Christus ersteht aus dem Grab wie der Phönix aus der Asche. Der Leuchtturm im grünlichen Medaillon weist darauf hin, dass unser Leben ein Ziel hat.

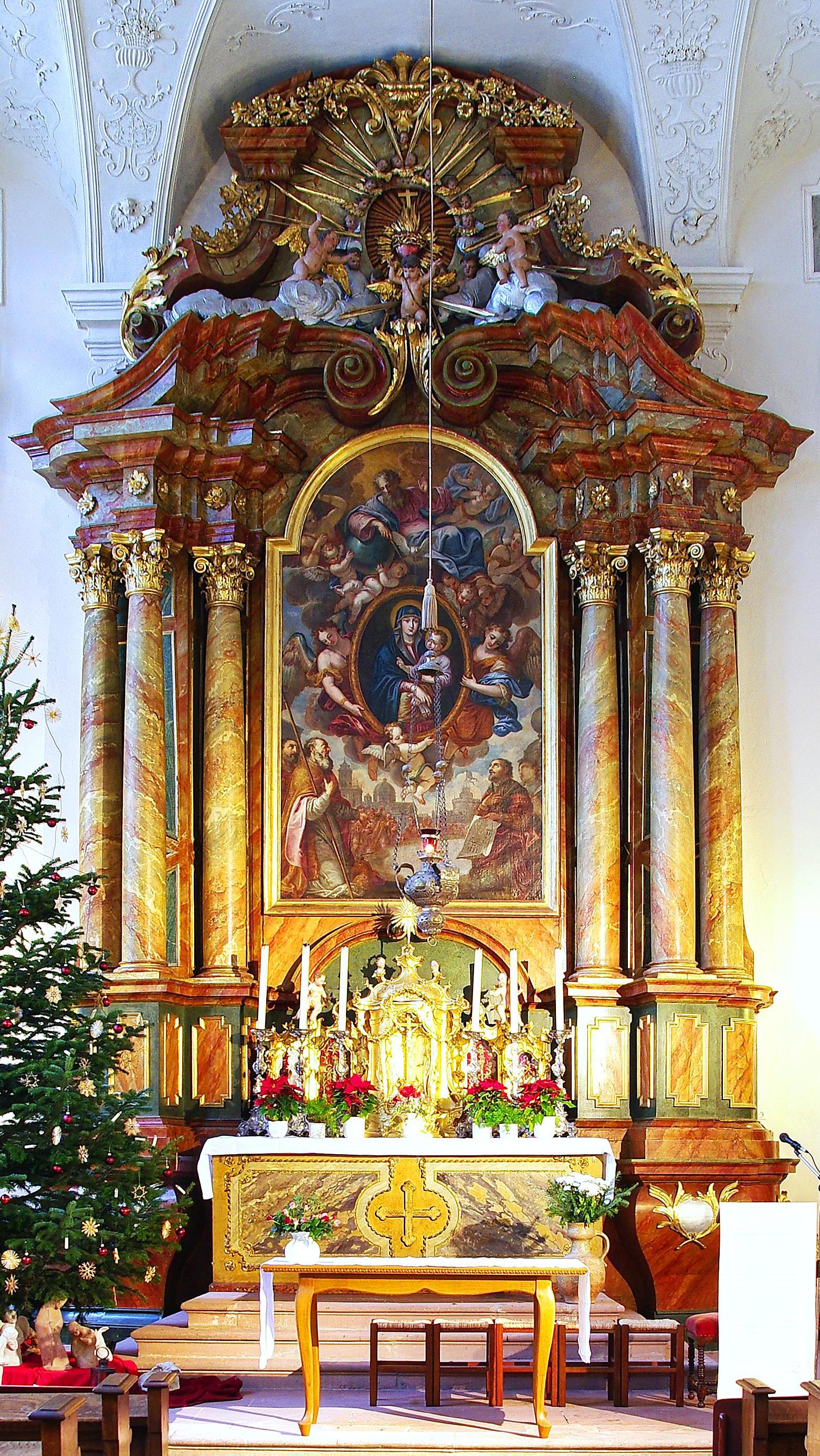
Hochaltar

### Hochaltar
In Johann Bargers Hochaltar tragen jederseits drei Freisäulen einen gesprengten Giebel. Über ihm erscheint, von einer Dornenkrone umwunden und ein Kreuz tragend, das Heiligste Herz Jesu, von Putten auf Wolken verehrt. Das Altarblatt, Johann Degler (1666–1729) aus Villnöß in Südtirol zugeschrieben, soll die erste Oberin, Cäcilia Hirt (um 1648–1725; aus Freiburg im Üechtland), zum Dank für das Gelingen der Freiburger Gründung gestiftet haben. Es stellt das Maria-Schnee-Wunder dar. Am unteren Rand knien Papst Liberius und der Patrizier Johannes, zwischen sich ein Schneefeld vor der Silhouette Roms mit dem Senatorenpalast, der Engelsburg und der Kirche Il Gesù. Zwei Engel tragen eine Ikone zu dem Schneefeld – gemeint ist die Muttergottes-Ikone Salus Populi Romani aus der Capella Paolina von Santa Maria Maggiore. Darüber schwebt die Taube des Heiligen Geistes und thront Gottvater. Die Verehrung des Gnadenbildes wurde besonders von den Jesuiten propagiert. Mit Il Gesù erinnert es daran, dass die Freiburger Jesuiten wichtige Berater von Euphemia Dorer waren.

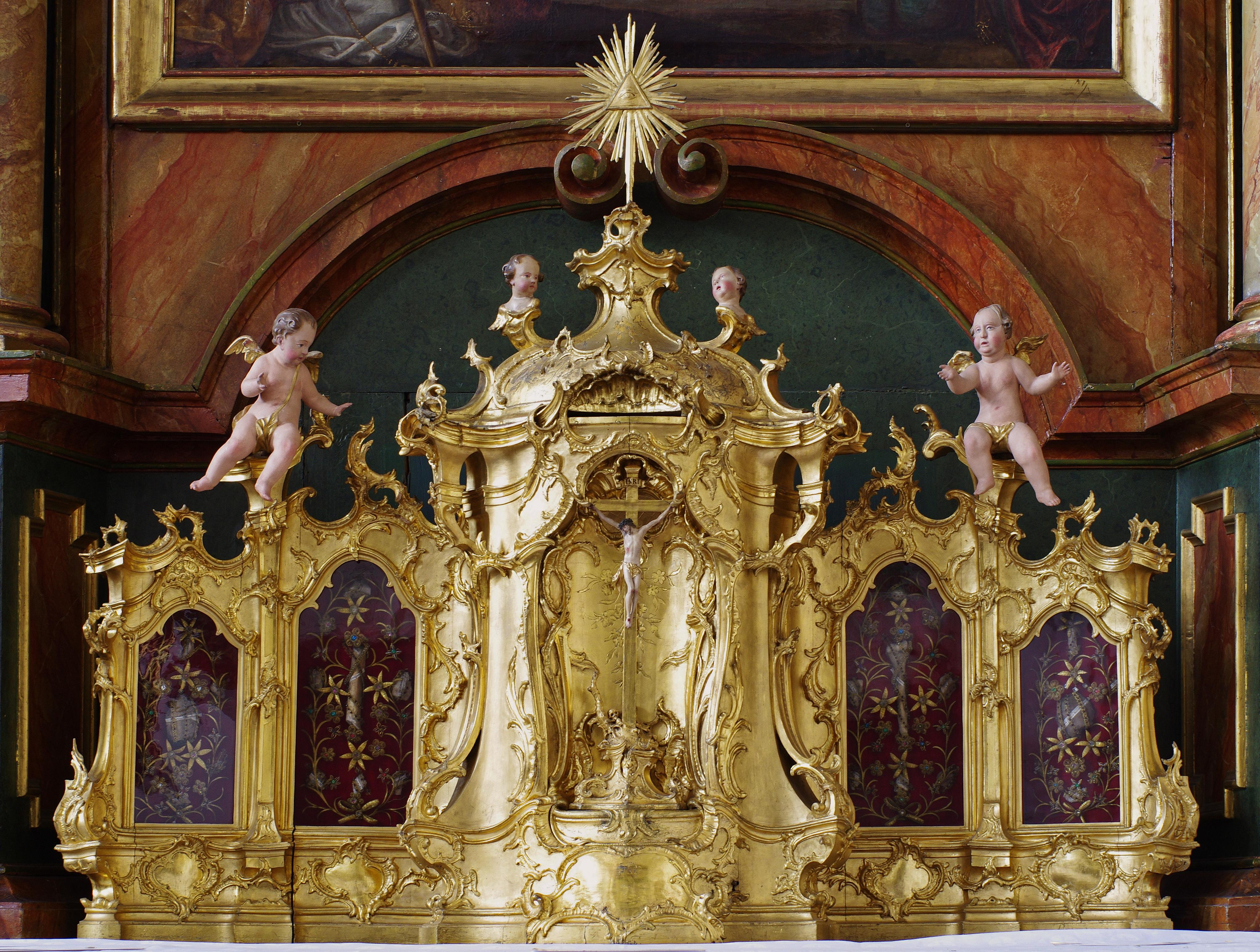
Matthias Fallers Tabernakel

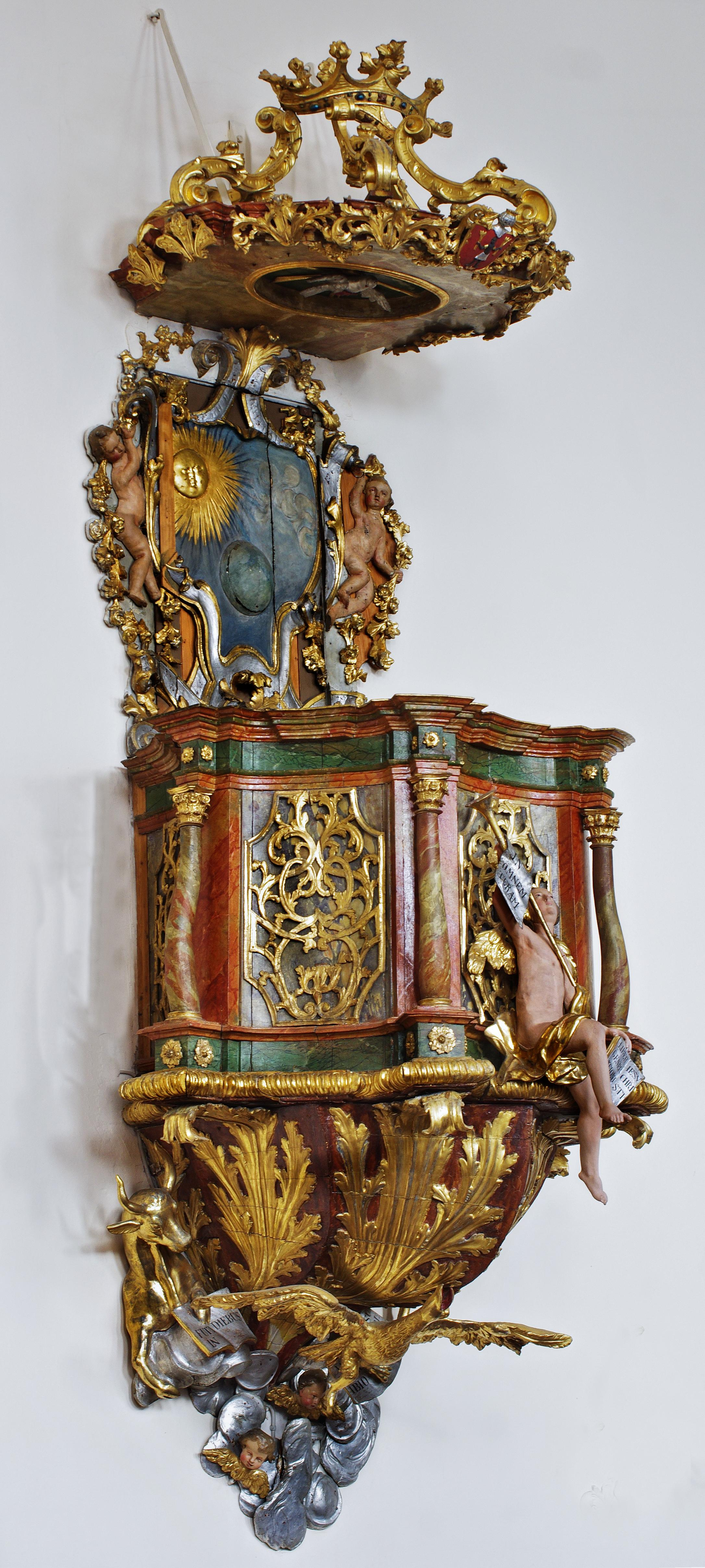
Kanzel

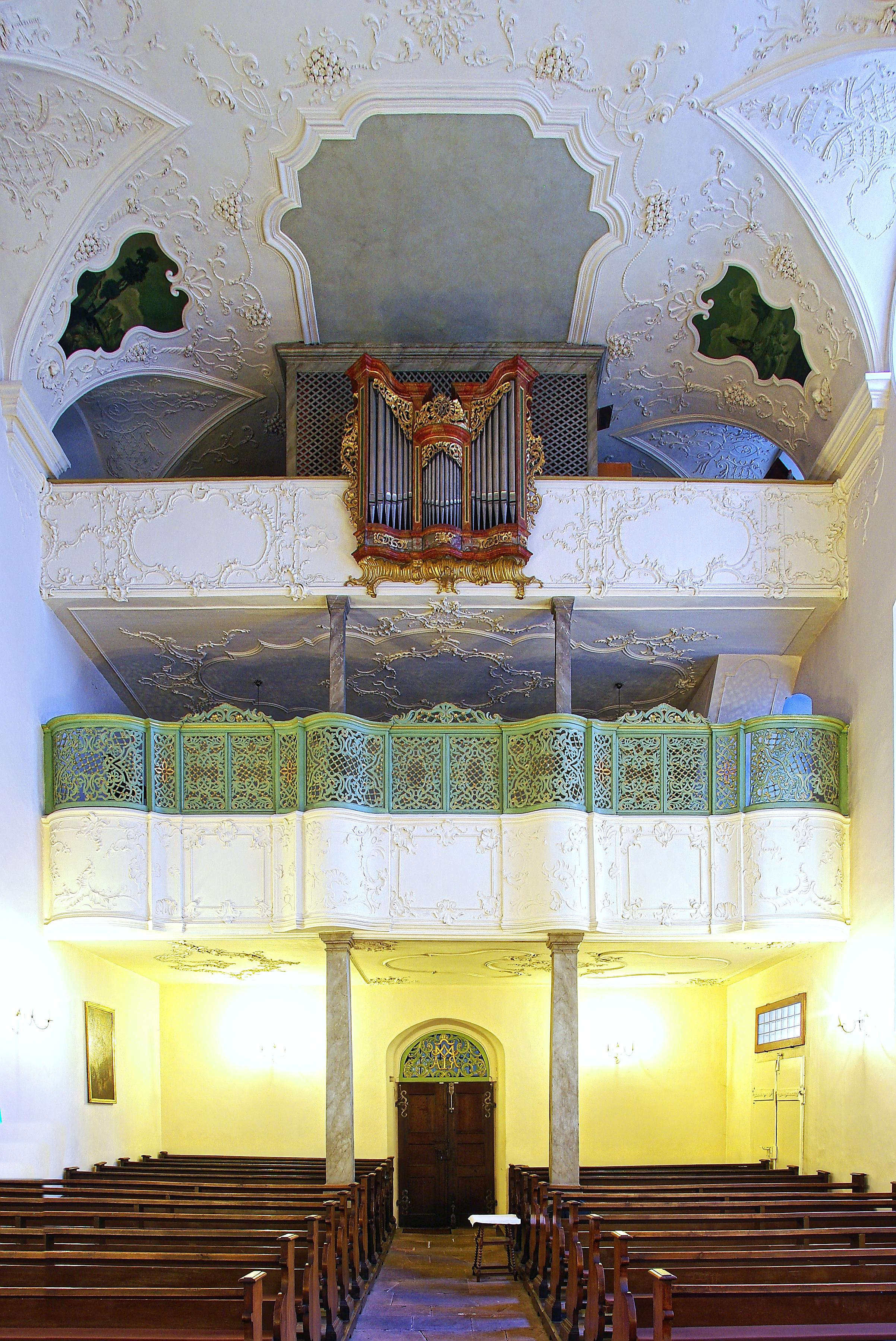
Brüstungsorgel, obere Empore

Mit dem wuchtigen Hochaltar kontrastiert seit 1807 Matthias Fallers zierlicher, goldstrahlender Rokokotabernakel. Er stammte aus dem Kloster Allerheiligen der Augustiner-Chorherren, das an der Stelle des heutigen Erzbischöflichen Ordinariats lag und 1806 aufgehoben worden war. Die leicht zurückschwingenden seitlichen Achsen präsentieren Tafelreliquiare. In der Mitte schwingt der eigentliche Tabernakel vor, gekrönt vom strahlenumkränzten Auge Gottes. Die Kreuzigungsstätte Golgota, Schädelstätte, am Fuß des Tabernakelkruzifixes ist nach Matthäus (Mt 27,51 ) „Die Erde bebte und die Felsen spalteten sich“ auf besondere Weise gestaltet: Die bebende Erde sprengt die Architektur und wirft einen Schädel aus. „Wie bei vielen Arbeiten Fallers wirken die feinen Rocailleornamente wie aufgelegt und lösen sich vielfach vom Grund, sodass man eher an Stuck statt an ein Schnitzwerk denkt.“ Einen sehr ähnlichen Tabernakel hat Faller für die Kirche des Klosters St. Peter auf dem Schwarzwald geschaffen. Die sechs silbernen, mit Rocaillen und Blütengirlanden geschmückten, aus zahlreichen Einzelstücken montierten Altarleuchter tragen die Marke des Gürtlers Franz Xaver Gäß (1728–1794), von dem sich viele Werke in Freiburg und Umgebung erhalten haben.

### Weiteres
Bargers Kanzel trägt unter dem Korb die drei Evangelistensymbole Löwe, Stier und Adler. Das vierte Symbol, der geflügelte Mensch des Matthäus, schwebt mit einer Trompete vor dem Kanzelkorb und erinnert wie die Sonne an der Zugangstür von der Sakristei her an die Verkündigung des Evangeliums.
Die Gemälde der beiden verschwundenen Seitenaltäre an der Kanzelwand werden ebenfalls Altenburger zugeschrieben: eine heilige Ursula mit Pfeil, Fahne, Palme und einem Blütenkranz und ein heiliger Joseph mit Lilie und Blütenkranz, über einer Weltkugel das Jesuskind tragend. An der Kanzelwand hängen auch, in reichen Rahmen, Maria und der Engel Gabriel aus einer Verkündigung an Maria, wiederum vermutlich von Altenburger.

### Orgel
Auf der oberen Empore im hinteren Teil der Kirche befindet sich die Orgel. Die mechanische Schleifladenorgel wurde 1969 von dem Orgelbauer Eberhard Schröder aus Freiburg-Ebnet gebaut. Sie verfügt über 16 Register auf zwei Manualen und Pedal. Die Disposition besorgte der seinerzeitige Freiburger Domkapellmeister Franz Stemmer. Es handelt sich um ein Brüstungswerk, dessen Gehäuse von einer Vorgängerorgel des Freiburger Orgelbauers Johann Georg Fischer aus dem Jahr 1730 stammt.

## Sakristei
In der Sakristei befinden sich 270 Jahre alte Einbauschränke mit hochwertigen Intarsien, die seit 2015 restauriert werden. In einem dieser Schränke befindet sich eine Treppe, die in das darüber liegende Schwarze Kloster führt. Das war im Barock durchaus üblich und wurde nicht als Geheimgang betrachtet.

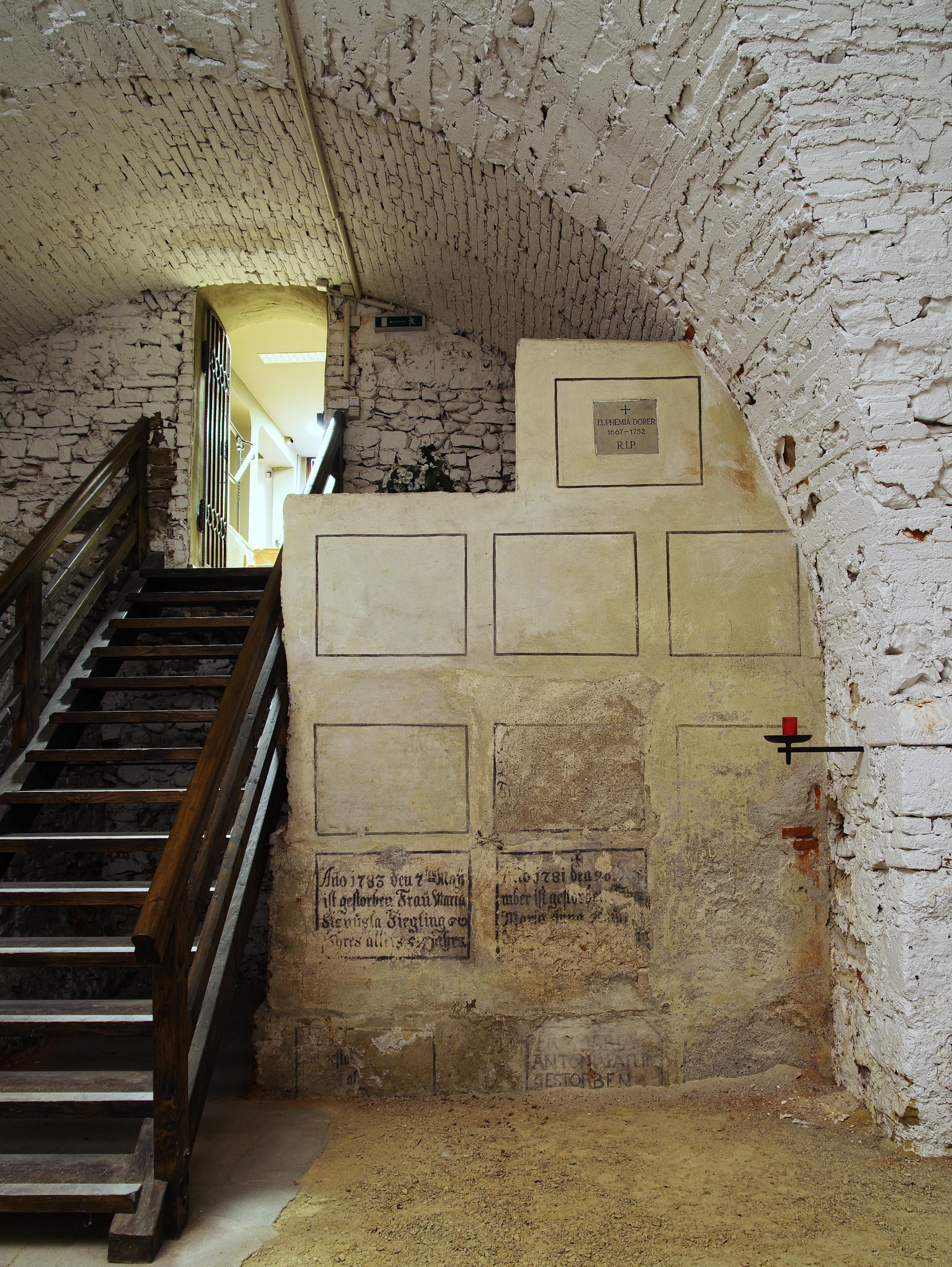
Gruft mit dem Grab Euphemia Dorers

## Gruft
Seit 1989 ist die Gruft im Rahmen von Führungen zugänglich. Hier ruhen die Schwestern, die vor dem Verbot der Bestattung in Kirchen 1784 durch Joseph II. starben. Der Sarg mit den Gebeinen Euphemia Dorers wurde 1901 in eine Kapelle der höheren Töchterschule in der Eisenbahnstraße übertragen und nach deren Aufhebung 1941 in das linke Seitenschiff von St. Martin. Nachdem die Martinskirche zerstört worden war, kehrten die Gebeine 1946 in die Gruft zurück.
In der Gruft wurden 1989 auch bedeutende Grabdenkmäler des Freiburger Alten Friedhofs sichergestellt. Auf dem Friedhof stehen Kopien.

## Rezeption
Die Kirche wurde schon im 19. Jahrhundert geschätzt. Brommer nennt sie ein „barockes Kleinod der Freiburger Innenstadt“. „Auftraggeberin, Architekt, Bauleute und Künstler bemühten sich, mit wirksamer Symbolkraft und künstlerischen Mitteln die Kirche zum religiösen Mittelpunkt des damaligen Klosterlebens und Mädchenschulbetriebes werden zu lassen.“